# Lomné, Stropkov
Lomné este o comună slovacă, aflată în districtul Stropkov din regiunea Prešov. Localitatea se află la altitudinea de 170 m deasupra n.m., se întinde pe o suprafață de 7,47 km2 și în 2017 număra 235 de locuitori.

## Istoric
Localitatea Lomné este atestată documentar din 1369.

## Demografie
| An:                | 1994 | 2004    | 2014   | 2024   |
| ------------------ | ---- | ------- | ------ | ------ |
| Număr de persoane: | 318  | 277     | 253    | 233    |
| Diferență:         |      | −12,89% | −8,66% | −7,90% |

| An:                | 2023 | 2024   |
| ------------------ | ---- | ------ |
| Număr de persoane: | 224  | 233    |
| Diferență:         |      | +4,01% |